# 8286 Kouji
8286 Kouji (1992 EK1) là một tiểu hành tinh vành đai chính được phát hiện ngày 8 tháng 3 năm 1992 bởi K. Endate và K. Watanabe ở Kitami.